# Pentium 4
Pentium 4 là bộ vi xử lý kiến trúc x86 thế hệ thứ 7 do Intel sản xuất, và là thiết kế CPU hoàn toàn mới đầu tiên của họ kể từ Pentium III năm 1999. Thiết kế mới này được gọi là kiến trúc NetBurst. Không như Pentium II, Pentium III, và các loại Celeron khác nhau, kiến trúc này khác được tạo mới hoàn toàn và thừa kế rất ít từ thiết kế Pentium Pro/P6.
Bộ vi xử lý Pentium 4 đầu tiên, mã hiệu là "Willamette", chạy với tốc độ 1.4 và 1.5 GHz và đã được phát hành vào tháng 11 năm 2000 trên nền Socket 423, và sau đó đã chạy với tốc độ từ 1.5 GHz tới 2 GHz trên Socket 478. Được ghi nhận cùng với sự ra đời của Pentium 4 là bus FSB (Front side bus) nhanh với tốc độ 400 MT/s.  Khi đó, chip AMD Athlon đang chạy với tốc độ 266 MT/s.
Dòng vi xử lý Pentium 4 đã kết thúc vào ngày 27 tháng 7 năm 2006, được thay thể bởi dòng Intel Core 2 - dòng sử dụng nhân "Conroe".

## Thông số các loại CPU Pentium 4
| Thông số các CPU Pentium 4 của Intel | Thông số các CPU Pentium 4 của Intel | Thông số các CPU Pentium 4 của Intel | Thông số các CPU Pentium 4 của Intel | Thông số các CPU Pentium 4 của Intel | Thông số các CPU Pentium 4 của Intel | Thông số các CPU Pentium 4 của Intel | Thông số các CPU Pentium 4 của Intel | Thông số các CPU Pentium 4 của Intel | Thông số các CPU Pentium 4 của Intel | Thông số các CPU Pentium 4 của Intel | Thông số các CPU Pentium 4 của Intel | Thông số các CPU Pentium 4 của Intel | Thông số các CPU Pentium 4 của Intel | Thông số các CPU Pentium 4 của Intel | Thông số các CPU Pentium 4 của Intel |
| CPU Speed (GHz) | Bus Speed (MHz) | Bus Speed (GBps) | Hỗ trợ HT[1] ? | Boxed S-spec | OEM S-spec | Stepping | CPUID | L2 Cache | L3 Cache | Max. Temp | Max. Power | Socket | kích thước dây dẫn | Số transistor (triệu) | Mã hiệu hoặc đặc tính |
| --- | --- | --- | --- | --- | --- | --- | --- | --- | --- | --- | --- | --- | --- | --- | --- |
| 1,30 | 400 | 3,2 | Không | SL4QD | SL4SF | B2 | 0F07h | 256 KB | N/A | 69 °C | 48,9 W | 423 | 180 nm | 42 | N/A |
| 1,30 | 400 | 3,2 | Không | SL4SF | SL4SF | B2 | 0F07h | 256 KB | N/A | 69 °C | 48,9 W | 423 | 180 nm | 42 | N/A |
| 1,30 | 400 | 3,2 | Không | SL5GC | SL5FW | C1 | 0F0Ah | 256 KB | N/A | 70 °C | 51,6 W | 423 | 180 nm | 42 | N/A |
| 1,40 | 400 | 3,2 | Không | SL4SC | SL4SG | B2 | 0F07h | 256 KB | N/A | 70 °C | 51,8 W | 423 | 180 nm | 42 | N/A |
| 1,40 | 400 | 3,2 | Không | SL4SG | SL4SG | B2 | 0F07h | 256 KB | N/A | 70 °C | 51,8 W | 423 | 180 nm | 42 | N/A |
| 1,40 | 400 | 3,2 | Không | SL4X2 | SL4WS | C1 | 0F0Ah | 256 KB | N/A | 72 °C | 54,7 W | 423 | 180 nm | 42 | N/A |
| 1,40 | 400 | 3,2 | Không | SL5N7 | SL59U | C1 | 0F0Ah | 256 KB | N/A | 72 °C | 55,3 W | 478 | 180 nm | 42 | N/A |
| 1,40 | 400 | 3,2 | Không | SL59U | SL59U | C1 | 0F0Ah | 256 KB | N/A | 72 °C | 55,3 W | 478 | 180 nm | 42 | N/A |
| 1,40 | 400 | 3,2 | Không | SL5UE | SL5TG | D0 | 0F12h | 256 KB | N/A | 72 °C | 55,3 W | 478 | 180 nm | 42 | N/A |
| 1,40 | 400 | 3,2 | Không | SL5TG | SL5TG | D0 | 0F12h | 256 KB | N/A | 72 °C | 55,3 W | 478 | 180 nm | 42 | N/A |
| 1,50 | 400 | 3,2 | Không | SL4TY | SL4SH | B2 | 0F07h | 256 KB | N/A | 72 °C | 54,7 W | 423 | 180 nm | 42 | N/A |
| 1,50 | 400 | 3,2 | Không | SL4SH | SL4SH | B2 | 0F07h | 256 KB | N/A | 72 °C | 54,7 W | 423 | 180 nm | 42 | N/A |
| 1,50 | 400 | 3,2 | Không | SL4X3 | SL4WT | C1 | 0F0Ah | 256 KB | N/A | 73 °C | 57,8 W | 423 | 180 nm | 42 | N/A |
| 1,50 | 400 | 3,2 | Không | SL4WT | SL4WT | C1 | 0F0Ah | 256 KB | N/A | 73 °C | 57,8 W | 423 | 180 nm | 42 | N/A |
| 1,50 | 400 | 3,2 | Không | SL5TN | SL5SX | D0 | 0F12h | 256 KB | N/A | 73 °C | 57,8 W | 423 | 180 nm | 42 | N/A |
| 1,50 | 400 | 3,2 | Không | SL5N8 | SL59V | C1 | 0F0Ah | 256 KB | N/A | 73 °C | 57,9 W | 478 | 180 nm | 42 | N/A |
| 1,50 | 400 | 3,2 | Không | SL5UF | SL5TJ | D0 | 0F12h | 256 KB | N/A | 73 °C | 57,9 W | 478 | 180 nm | 42 | N/A |
| 1,50 | 400 | 3,2 | Không | SL5TJ | SL5TJ | D0 | 0F12h | 256 KB | N/A | 73 °C | 57,9 W | 478 | 180 nm | 42 | N/A |
| 1,50 | 400 | 3,2 | Không | SL62Y | SL62Y | D0 | 0F12h | 256 KB | N/A | 71 °C | 62,9 W | 478 | 180 nm | 42 | N/A |
| 1,60 | 400 | 3,2 | Không | SL4X4 | SL4WU | C1 | 0F0Ah | 256 KB | N/A | 75 °C | 61,0 W | 423 | 180 nm | 42 | N/A |
| 1,60 | 400 | 3,2 | Không | SL5UL | SL5VL | D0 | 0F12h | 256 KB | N/A | 75 °C | 61,0 W | 423 | 180 nm | 42 | N/A |
| 1,60 | 400 | 3,2 | Không | SL5VL | SL5VL | D0 | 0F12h | 256 KB | N/A | 75 °C | 61,0 W | 423 | 180 nm | 42 | N/A |
| 1,60 | 400 | 3,2 | Không | SL5UW | SL5US | C1 | 0F0Ah | 256 KB | N/A | 75 °C | 60,8 W | 478 | 180 nm | 42 | N/A |
| 1,60 | 400 | 3,2 | Không | SL5UJ | SL5VH | D0 | 0F12h | 256 KB | N/A | 75 °C | 60,8 W | 478 | 180 nm | 42 | N/A |
| 1,60 | 400 | 3,2 | Không | SL5VH | SL5VH | D0 | 0F12h | 256 KB | N/A | 75 °C | 60,8 W | 478 | 180 nm | 42 | N/A |
| 1,60 | 400 | 3,2 | Không | SL6BC | SL679 | E0 | 0F13h | 256 KB | N/A | 75 °C | 60,8 W | 478 | 180 nm | 42 | N/A |
| 1,60 | 400 | 3,2 | Không | SL679 | SL679 | E0 | 0F13h | 256 KB | N/A | 75 °C | 60,8 W | 478 | 180 nm | 42 | N/A |
| 1,60A | 400 | 3,2 | Không | SL668 | SL668 | B0 | 0F24h | 512 KB | N/A | 66 °C | 46,8 W | 478 | 130 nm | 55 | N/A |
| 1,70 | 400 | 3,2 | Không | SL57V | SL57W | C1 | 0F0Ah | 256 KB | N/A | 76 °C | 64,0 W | 423 | 180 nm | 42 | N/A |
| 1,70 | 400 | 3,2 | Không | SL57W | SL57W | C1 | 0F0Ah | 256 KB | N/A | 76 °C | 64,0 W | 423 | 180 nm | 42 | N/A |
| 1,70 | 400 | 3,2 | Không | SL5TP | SL5SY | D0 | 0F12h | 256 KB | N/A | 76 °C | 64,0 W | 423 | 180 nm | 42 | N/A |
| 1,70 | 400 | 3,2 | Không | SL5N9 | SL59X | C1 | 0F0Ah | 256 KB | N/A | 76 °C | 63,5 W | 478 | 180 nm | 42 | N/A |
| 1,70 | 400 | 3,2 | Không | SL5UG | SL5TK | D0 | 0F12h | 256 KB | N/A | 76 °C | 63,5 W | 478 | 180 nm | 42 | N/A |
| 1,70 | 400 | 3,2 | Không | SL5TK | SL5TK | D0 | 0F12h | 256 KB | N/A | 76 °C | 63,5 W | 478 | 180 nm | 42 | N/A |
| 1,70 | 400 | 3,2 | Không | SL62Z | SL62Z | D0 | 0F12h | 256 KB | N/A | 73 °C | 67,7 W | 478 | 180 nm | 42 | N/A |
| 1,70 | 400 | 3,2 | Không | SL6BD | SL67A | E0 | 0F13h | 256 KB | N/A | 73 °C | 67,7 W | 478 | 180 nm | 42 | N/A |
| 1,70 | 400 | 3,2 | Không | SL67A | SL67A | E0 | 0F13h | 256 KB | N/A | 73 °C | 67,7 W | 478 | 180 nm | 42 | N/A |
| 1,80 | 400 | 3,2 | Không | SL4X5 | SL4WV | C1 | 0F0Ah | 256 KB | N/A | 78 °C | 66,7 W | 423 | 180 nm | 42 | N/A |
| 1,80 | 400 | 3,2 | Không | SL5UM | SL5VM | D0 | 0F12h | 256 KB | N/A | 78 °C | 66,7 W | 423 | 180 nm | 42 | N/A |
| 1,80 | 400 | 3,2 | Không | SL5VM | SL5VM | D0 | 0F12h | 256 KB | N/A | 78 °C | 66,7 W | 423 | 180 nm | 42 | N/A |
| 1,80 | 400 | 3,2 | Không | SL5UV | SL5UT | C1 | 0F0Ah | 256 KB | N/A | 77 °C | 66,1 W | 478 | 180 nm | 42 | N/A |
| 1,80 | 400 | 3,2 | Không | SL5UK | SL5VJ | D0 | 0F12h | 256 KB | N/A | 77 °C | 66,1 W | 478 | 180 nm | 42 | N/A |
| 1,80 | 400 | 3,2 | Không | SL5VJ | SL5VJ | D0 | 0F12h | 256 KB | N/A | 77 °C | 66,1 W | 478 | 180 nm | 42 | N/A |
| 1,80 | 400 | 3,2 | Không | SL6BE | SL67B | E0 | 0F13h | 256 KB | N/A | 77 °C | 66,1 W | 478 | 180 nm | 42 | N/A |
| 1,80 | 400 | 3,2 | Không | SL67B | SL67B | E0 | 0F13h | 256 KB | N/A | 77 °C | 66,1 W | 478 | 180 nm | 42 | N/A |
| 1,80A | 400 | 3,2 | Không | SL63X | SL62P | B0 | 0F24h | 512 KB | N/A | 67 °C | 49,6 W | 478 | 130 nm | 55 | N/A |
| 1,80A | 400 | 3,2 | Không | SL62P | SL62P | B0 | 0F24h | 512 KB | N/A | 67 °C | 49,6 W | 478 | 130 nm | 55 | N/A |
| 1,80A | 400 | 3,2 | Không | SL68Q | SL66Q | B0 | 0F24h | 512 KB | N/A | 67 °C | 49,6 W | 478 | 130 nm | 55 | N/A |
| 1,80A | 400 | 3,2 | Không | SL66Q | SL66Q | B0 | 0F24h | 512 KB | N/A | 67 °C | 49,6 W | 478 | 130 nm | 55 | N/A |
| 1,90 | 400 | 3,2 | Không | SL5WH | SL5VN | D0 | 0F12h | 256 KB | N/A | 73 °C | 69,2 W | 423 | 180 nm | 42 | N/A |
| 1,90 | 400 | 3,2 | Không | SL5VN | SL5VN | D0 | 0F12h | 256 KB | N/A | 73 °C | 69,2 W | 423 | 180 nm | 42 | N/A |
| 1,90 | 400 | 3,2 | Không | SL5WG | SL5VK | D0 | 0F12h | 256 KB | N/A | 75 °C | 72,8 W | 478 | 180 nm | 42 | N/A |
| 1,90 | 400 | 3,2 | Không | SL5VK | SL5VK | D0 | 0F12h | 256 KB | N/A | 75 °C | 72,8 W | 478 | 180 nm | 42 | N/A |
| 1,90 | 400 | 3,2 | Không | SL6BF | SL67C | E0 | 0F13h | 256 KB | N/A | 75 °C | 72,8 W | 478 | 180 nm | 42 | N/A |
| 1,90 | 400 | 3,2 | Không | SL67C | SL67C | E0 | 0F13h | 256 KB | N/A | 75 °C | 72,8 W | 478 | 180 nm | 42 | N/A |
| 2,0 | 400 | 3,2 | Không | SL5TQ | SL5SZ | D0 | 0F12h | 256 KB | N/A | 74 °C | 71,8 W | 423 | 180 nm | 42 | N/A |
| 2,0 | 400 | 3,2 | Không | SL5UH | SL5TL | D0 | 0F12h | 256 KB | N/A | 76 °C | 75,3 W | 478 | 180 nm | 42 | N/A |
| 2,0 | 400 | 3,2 | Không | SL5TL | SL5TL | D0 | 0F12h | 256 KB | N/A | 76 °C | 75,3 W | 478 | 180 nm | 42 | N/A |
| 2,0A | 400 | 3,2 | Không | SL5ZT | SL5YR | B0 | 0F24h | 512 KB | N/A | 68 °C | 52,4 W | 478 | 130 nm | 55 | N/A |
| 2,0A | 400 | 3,2 | Không | SL5YR | SL5YR | B0 | 0F24h | 512 KB | N/A | 68 °C | 52,4 W | 478 | 130 nm | 55 | N/A |
| 2,0A | 400 | 3,2 | Không | SL68R | SL66R | B0 | 0F24h | 512 KB | N/A | 68 °C | 52,4 W | 478 | 130 nm | 55 | N/A |
| 2,0A | 400 | 3,2 | Không | SL66R | SL66R | B0 | 0F24h | 512 KB | N/A | 68 °C | 52,4 W | 478 | 130 nm | 55 | N/A |
| 2,0A | 400 | 3,2 | Không | SL6E7 | SL6GQ | C1 | 0F27h | 512 KB | N/A | 69 °C | 54,3 W | 478 | 130 nm | 55 | N/A |
| 2,0A | 400 | 3,2 | Không | SL6GQ | SL6GQ | C1 | 0F27h | 512 KB | N/A | 69 °C | 54,3 W | 478 | 130 nm | 55 | N/A |
| 2,0A | 400 | 3,2 | Không | SL6QM | SL6PK | D1 | 0F29h | 512 KB | N/A | 74 °C | 54,3 W | 478 | 130 nm | 55 | N/A |
| 2,20 | 400 | 3,2 | Không | SL5ZU | SL5YS | B0 | 0F24h | 512 KB | N/A | 69 °C | 55,1 W | 478 | 130 nm | 55 | N/A |
| 2,20 | 400 | 3,2 | Không | SL5YS | SL5YS | B0 | 0F24h | 512 KB | N/A | 69 °C | 55,1 W | 478 | 130 nm | 55 | N/A |
| 2,20 | 400 | 3,2 | Không | SL68S | SL66S | B0 | 0F24h | 512 KB | N/A | 69 °C | 55,1 W | 478 | 130 nm | 55 | N/A |
| 2,20 | 400 | 3,2 | Không | SL66S | SL66S | B0 | 0F24h | 512 KB | N/A | 69 °C | 55,1 W | 478 | 130 nm | 55 | N/A |
| 2,20 | 400 | 3,2 | Không | SL6E8 | SL6GR | C1 | 0F27h | 512 KB | N/A | 70 °C | 57,1 W | 478 | 130 nm | 55 | N/A |
| 2,20 | 400 | 3,2 | Không | SL6GR | SL6GR | C1 | 0F27h | 512 KB | N/A | 70 °C | 57,1 W | 478 | 130 nm | 55 | N/A |
| 2,20 | 400 | 3,2 | Không | SL6QN | SL6PL | D1 | 0F29h | 512 KB | N/A | 70 °C | 57,1 W | 478 | 130 nm | 55 | N/A |
| 2,26 | 533 | 4,3 | Không | SL683 | SL67Y | B0 | 0F24h | 512 KB | N/A | 70 °C | 56,0 W | 478 | 130 nm | 55 | N/A |
| 2,26 | 533 | 4,3 | Không | SL67Y | SL67Y | B0 | 0F24h | 512 KB | N/A | 70 °C | 56,0 W | 478 | 130 nm | 55 | N/A |
| 2,26 | 533 | 4,3 | Không | SL6ET | SL6D6 | B0 | 0F24h | 512 KB | N/A | 70 °C | 56,0 W | 478 | 130 nm | 55 | N/A |
| 2,26 | 533 | 4,3 | Không | SL6EE | SL6DU | C1 | 0F27h | 512 KB | N/A | 70 °C | 58,0 W | 478 | 130 nm | 55 | N/A |
| 2,26 | 533 | 4,3 | Không | SL6DU | SL6DU | C1 | 0F27h | 512 KB | N/A | 70 °C | 58,0 W | 478 | 130 nm | 55 | N/A |
| 2,26 | 533 | 4,3 | Không | SL6Q7 | SL6PB | D1 | 0F29h | 512 KB | N/A | 70 °C | 58,0 W | 478 | 130 nm | 55 | N/A |
| 2,40 | 400 | 3,2 | Không | SL67R | SL65R | B0 | 0F24h | 512 KB | N/A | 70 °C | 57,8 W | 478 | 130 nm | 55 | N/A |
| 2,40 | 400 | 3,2 | Không | SL65R | SL65R | B0 | 0F24h | 512 KB | N/A | 70 °C | 57,8 W | 478 | 130 nm | 55 | N/A |
| 2,40 | 400 | 3,2 | Không | SL68T | SL66T | B0 | 0F24h | 512 KB | N/A | 70 °C | 57,8 W | 478 | 130 nm | 55 | N/A |
| 2,40 | 400 | 3,2 | Không | SL66T | SL66T | B0 | 0F24h | 512 KB | N/A | 70 °C | 57,8 W | 478 | 130 nm | 55 | N/A |
| 2,40 | 400 | 3,2 | Không | SL6E9 | SL6GS | C1 | 0F27h | 512 KB | N/A | 71 °C | 59,8 W | 478 | 130 nm | 55 | N/A |
| 2,40 | 400 | 3,2 | Không | SL6GS | SL6GS | C1 | 0F27h | 512 KB | N/A | 71 °C | 59,8 W | 478 | 130 nm | 55 | N/A |
| 2,40A | 533 | 4,3 | Không | SL7E8 | SL7E8 | C0 | 0F33h | 1 MB | N/A | 69 °C | 89,0 W | 478 | 90 nm | 125 | N/A |
| 2,40B | 533 | 4,3 | Không | SL684 | SL67Z | B0 | 0F24h | 512 KB | N/A | 70 °C | 57,8 W | 478 | 130 nm | 55 | N/A |
| 2,40B | 533 | 4,3 | Không | SL67Z | SL67Z | B0 | 0F24h | 512 KB | N/A | 70 °C | 57,8 W | 478 | 130 nm | 55 | N/A |
| 2,40B | 533 | 4,3 | Không | SL6EU | SL6D7 | B0 | 0F24h | 512 KB | N/A | 70 °C | 57,8 W | 478 | 130 nm | 55 | N/A |
| 2,40B | 533 | 4,3 | Không | SL6EF | SL6DV | C1 | 0F27h | 512 KB | N/A | 71 °C | 59,8 W | 478 | 130 nm | 55 | N/A |
| 2,40B | 533 | 4,3 | Không | SL6DV | SL6DV | C1 | 0F27h | 512 KB | N/A | 71 °C | 59,8 W | 478 | 130 nm | 55 | N/A |
| 2,40B | 533 | 4,3 | Không | SL6QP | SL6PM | D1 | 0F29h | 512 KB | N/A | 74 °C | 66,2 W | 478 | 130 nm | 55 | N/A |
| 2,40C | 800 | 6,4 | Có | SL6WR | SL6WF | D1 | 0F29h | 512 KB | N/A | 74 °C | 66,2 W | 478 | 130 nm | 55 | N/A |
| 2,40C | 800 | 6,4 | Có | SL6Z3 | SL6Z3 | M0 | 0F25h | 512 KB | N/A | 72 °C | 74,5 W | 478 | 130 nm | 55 | N/A |
| 2,50 | 400 | 3,2 | Không | SL6EB | SL6GT | C1 | 0F27h | 512 KB | N/A | 72 °C | 61,0 W | 478 | 130 nm | 55 | N/A |
| 2,50 | 400 | 3,2 | Không | SL6GT | SL6GT | C1 | 0F27h | 512 KB | N/A | 72 °C | 61,0 W | 478 | 130 nm | 55 | N/A |
| 2,50 | 400 | 3,2 | Không | SL6QQ | SL6QQ | D1 | 0F29h | 512 KB | N/A | 72 °C | 61,0 W | 478 | 130 nm | 55 | N/A |
| 2,53 | 533 | 4,3 | Không | SL685 | SL682 | B0 | 0F24h | 512 KB | N/A | 71 °C | 59,3 W | 478 | 130 nm | 55 | N/A |
| 2,53 | 533 | 4,3 | Không | SL682 | SL682 | B0 | 0F24h | 512 KB | N/A | 71 °C | 59,3 W | 478 | 130 nm | 55 | N/A |
| 2,53 | 533 | 4,3 | Không | SL6EV | SL6D8 | B0 | 0F24h | 512 KB | N/A | 71 °C | 59,3 W | 478 | 130 nm | 55 | N/A |
| 2,53 | 533 | 4,3 | Không | SL6EG | SL6DW | C1 | 0F27h | 512 KB | N/A | 72 °C | 61,5 W | 478 | 130 nm | 55 | N/A |
| 2,53 | 533 | 4,3 | Không | SL6DW | SL6DW | C1 | 0F27h | 512 KB | N/A | 72 °C | 61,5 W | 478 | 130 nm | 55 | N/A |
| 2,53 | 533 | 4,3 | Không | SL6Q9 | SL6PD | D1 | 0F29h | 512 KB | N/A | 72 °C | 61,5 W | 478 | 130 nm | 55 | N/A |
| 2,60 | 400 | 3,2 | Không | SL6HB | SL6GU | C1 | 0F27h | 512 KB | N/A | 72 °C | 62,6 W | 478 | 130 nm | 55 | N/A |
| 2,60 | 400 | 3,2 | Không | SL6GU | SL6GU | C1 | 0F27h | 512 KB | N/A | 72 °C | 62,6 W | 478 | 130 nm | 55 | N/A |
| 2,60 | 400 | 3,2 | Không | SL6QR | SL6QR | D1 | 0F29h | 512 KB | N/A | 75 °C | 69,0 W | 478 | 130 nm | 55 | N/A |
| 2,60B | 533 | 4,3 | Không | SL6S3 | SL6S3 | C1 | 0F27h | 512 KB | N/A | 74 °C | 66,1 W | 478 | 130 nm | 55 | N/A |
| 2,60B | 533 | 4,3 | Không | SL6QA | SL6PE | D1 | 0F29h | 512 KB | N/A | 74 °C | 66,1 W | 478 | 130 nm | 55 | N/A |
| 2,60C | 800 | 6,4 | Có | SL6WS | SL6WH | D1 | 0F29h | 512 KB | N/A | 74 °C | 66,1 W | 478 | 130 nm | 55 | N/A |
| 2,60C | 800 | 6,4 | Có | SL78X | N/A | D1 | 0F29h | 512 KB | N/A | 74 °C | 66,1 W | 478 | 130 nm | 55 | N/A |
| 2,66 | 533 | 4,3 | Không | SL6DX | SL6DX | C1 | 0F27h | 512 KB | N/A | 73 °C | 66,1 W | 478 | 130 nm | 55 | N/A |
| 2,66 | 533 | 4,3 | Không | SL6EH | N/A | C1 | 0F27h | 512 KB | N/A | 73 °C | 66,1 W | 478 | 130 nm | 55 | N/A |
| 2,66 | 533 | 4,3 | Không | SL6S3 | SL6S3 | C1 | 0F27h | 512 KB | N/A | 74 °C | 66,1 W | 478 | 130 nm | 55 | N/A |
| 2,66 | 533 | 4,3 | Không | SL6SK | N/A | C1 | 0F27h | 512 KB | N/A | 74 °C | 66,1 W | 478 | 130 nm | 55 | N/A |
| 2,66 | 533 | 4,3 | Không | SL6PE | SL6PE | D1 | 0F29h | 512 KB | N/A | 74 °C | 66,1 W | 478 | 130 nm | 55 | N/A |
| 2,66 | 533 | 4,3 | Không | SL6QA | N/A | D1 | 0F29h | 512 KB | N/A | 74 °C | 66,1 W | 478 | 130 nm | 55 | N/A |
| 2,66 | 533 | 4,3 | Không | SL7E9 | N/A | C0 | 0F33h | 1 MB | N/A | 73,1 °C | 103 W | 478 | 90 nm | 125 | N/A |
| 2,66 | 533 | 4,3 | Không | SL7YU | N/A | D0 | 0f34h | 1 MB | N/A | 69,1 °C | 84 W | 775 | 90 nm | 125 | 505 |
| 2,66 | 533 | 4,3 | Không | SL85U | N/A | E0 | 0F41H | 1 MB | N/A | 67,7 °C | 84 W | 775 | 90 nm | 125 | 505 |
| 2,80 | 400 | 3,2 | Không | N/A | SL7EY | D1 | 0F29h | 512 KB | N/A | 75 °C | 68,4 W | 478 | 130 nm | 55 | N/A |
| 2,80 | 533 | 4,3 | Không | SL6K6 | SL6HL | C1 | 0F27h | 512 KB | N/A | 75 °C | 68,4 W | 478 | 130 nm | 55 | N/A |
| 2,80 | 533 | 4,3 | Không | SL6HL | SL6HL | C1 | 0F27h | 512 KB | N/A | 75 °C | 68,4 W | 478 | 130 nm | 55 | N/A |
| 2,80 | 533 | 4,3 | Không | SL6SL | SL6S4 | C1 | 0F27h | 512 KB | N/A | 75 °C | 68,4 W | 478 | 130 nm | 55 | N/A |
| 2,80 | 533 | 4,3 | Không | SL6S4 | SL6S4 | C1 | 0F27h | 512 KB | N/A | 75 °C | 68,4 W | 478 | 130 nm | 55 | N/A |
| 2,80 | 533 | 4,3 | Không | SL6QB | SL6PF | D1 | 0F29h | 512 KB | N/A | 75 °C | 69,7 W | 478 | 130 nm | 55 | N/A |
| 2,80 | 533 | 4,3 | Không | SL7PK | SL7PK | E0 | 0F41h | 1 MB | N/A | 69,1 °C | 89,0 W | 478 | 90 nm | 125 | N/A |
| 2,80 | 533 | 4,3 | Không | SL88G | SL88G | E0 | 0F41h | 1 MB | N/A | 69,1 °C | 89,0 W | 478 | 90 nm | 125 | N/A |
| 2,80 | 800 | 6,4 | Có | SL6WJ | SL6WJ | D1 | 0F29h | 512 KB | N/A | 75 °C | 69,7 W | 478 | 130 nm | 55 | N/A |
| 2,80 | 800 | 6,4 | Có | SL6WT | SL6WT | D1 | 0F29h | 512 KB | N/A | 75 °C | 69,7 W | 478 | 130 nm | 55 | N/A |
| 2,80 | 800 | 6,4 | Có | SL6Z5 | N/A | M0 | 0F25h | 512 KB | N/A | 73 °C | 76,0 W | 478 | 130 nm | 55 | N/A |
| 2,80 | 800 | 6,4 | Có | SL7E2 | SL7E2 | D0 | 0f34h | 1 MB | N/A | 69,1 °C | 89,0 W | 478 | 90 nm | 125 | N/A |
| 2,80 | 800 | 6,4 | Có | SL7E3 | SL7E3 | D0 | 0f34h | 1 MB | N/A | 69,1 °C | 89,0 W | 478 | 90 nm | 125 | N/A |
| 2,80 | 800 | 6,4 | Có | N/A | SL7J5 | D0 | 0f34h | 1 MB | N/A | 67,7 °C | 84,0 W | 775 | 90 nm | 125 | 520 |
| 2,80 | 800 | 6,4 | Có | SL7KA | SL7KA | D0 | 0f34h | 1 MB | N/A | 69,1 °C | 89,0 W | 478 | 90 nm | 125 | N/A |
| 2,80 | 800 | 6,4 | Có | N/A | SL7J5 | D0 | 0f34h | 1 MB | N/A | 67,7 °C | 84,0 W | 775 | 90 nm | 125 | 520 |
| 2,80 | 800 | 6,4 | Có | N/A | SL7PL | E0 | 0F41h | 1 MB | N/A | 69,1 °C | 89,0 W | 775 | 90 nm | 125 | N/A |
| 2,80 | 800 | 6,4 | Không | N/A | SL7PT | E0 | 0F41h | 1 MB | N/A | 67,7 °C | 84,0 W | 775 | 90 nm | 125 | 505 |
| 2,80 | 800 | 6,4 | Có | N/A | SL88H | E0 | 0F41h | 1 MB | N/A | 69,1 °C | 89,0 W | 478 | 90 nm | 125 | N/A |
| 2,80 | 800 | 6,4 | Có | SL8HX | SL8HX | E0 | 0F41h | 1 MB | N/A | 67,7 °C | 84,0 W | 775 | 90 nm | 125 | 521[2] |
| 2,80A | 533 | 4,3 | Không | SL7K9 | SL7K9 | D0 | 0f34h | 1 MB | N/A | 69,1 °C | 89,0 W | 478 | 90 nm | 125 | N/A |
| 2,80A | 533 | 4,3 | Không | SL7D8 | SL7D8 | C0 | 0F33h | 1 MB | N/A | 69 °C | 89,0 W | 478 | 90 nm | 125 | N/A |
| 2,80C | 800 | 6,4 | Có | SL78Y | N/A | D1 | 0F29h | 512 KB | N/A | 75 °C | 69,7 W | 478 | 130 nm | 55 | N/A |
| 2,80E | 800 | 6,4 | Có | SL79K | SL79K | C0 | 0F33h | 1 MB | N/A | 69 °C | 89,0 W | 478 | 90 nm | 125 | N/A |
| 2,93 | 533 | 6,4 | Không | N/A | SL7YV | D0 | 0f34h | 1 MB | N/A | 67,7 °C | 84,0 W | 775 | 90 nm | 125 | 515 |
| 2,93 | 533 | 6,4 | Không | N/A | SL85V | E0 | 0F41h | 1 MB | N/A | 67,7 °C | 84,0 W | 775 | 90 nm | 125 | 515 |
| 3,0 | 800 | 6,4 | Có | SL6WU | SL6WK | D1 | 0F29h | 512 KB | N/A | 70 °C | 81,9 W | 478 | 130 nm | 55 | N/A |
| 3,0 | 800 | 6,4 | Có | SL78Z | N/A | D1 | 0F29h | 512 KB | N/A | 70 °C | 81,9 W | 478 | 130 nm | 55 | N/A |
| 3,0 | 800 | 6,4 | Có | SL7BK | N/A | M0 | 0F25h | 512 KB | N/A | 66 °C | 82,0 W | 478 | 130 nm | 55 | N/A |
| 3,0 | 800 | 6,4 | Có | SL7E4 | SL7E4 | D0 | 0f34h | 1 MB | N/A | 69,1 °C | 89,0 W | 478 | 90 nm | 125 | N/A |
| 3,0 | 800 | 6,4 | Có | SL7KB | SL7KB | D0 | 0f34h | 1 MB | N/A | 69,1 °C | 89,0 W | 478 | 90 nm | 125 | N/A |
| 3,0 | 800 | 6,4 | Có | SL7PM | SL7PM | E0 | 0F41h | 1 MB | N/A | 69,1 °C | 89,0 W | 478 | 90 nm | 125 | N/A |
| 3,0 | 800 | 6,4 | Có | SL7PU | SL7PU | E0 | 0F41h | 1 MB | N/A | 67,7 °C | 84,0 W | 775 | 90 nm | 125 | 530J |
| 3,0 | 800 | 6,4 | Có | SL7Z9 | SL7Z9 | N0 | 0F43h | 2 MB | N/A | 67,7 °C | 84,0 W | 775 | 90 nm | 169 | 630[2] |
| 3,0 | 800 | 6,4 | Có | SL88J | N/A | E0 | 0F41h | 1 MB | N/A | 69,1 °C | 89,0 W | 478 | 90 nm | 125 | N/A |
| 3,00 | 800 | 6,4 | Có | SL7KK | SL7KK | D0 | 0f34h | 1 MB | N/A | 67,7 °C | 84,0 W | 775 | 90 nm | 125 | 530 |
| 3,00 | 800 | 6,4 | Có | SL7J6 | SL7J6 | D0 | 0f34h | 1 MB | N/A | 67,7 °C | 84,0 W | 775 | 90 nm | 125 | 530 |
| 3,0E | 800 | 6,4 | Có | SL79L | SL79L | C0 | 0F33h | 1 MB | N/A | 69 °C | 89,0 W | 478 | 90 nm | 125 | N/A |
| 3,06 | 533 | 4,3 | Có | SL6K7 | SL6JJ | C1 | 0F27h | 512 KB | N/A | 69 °C | 81,8 W | 478 | 130 nm | 55 | N/A |
| 3,06 | 533 | 4,3 | Có | SL6JJ | SL6JJ | C1 | 0F27h | 512 KB | N/A | 69 °C | 81,8 W | 478 | 130 nm | 55 | N/A |
| 3,06 | 533 | 4,3 | Có | SL6SM | SL6S5 | C1 | 0F27h | 512 KB | N/A | 69 °C | 81,8 W | 478 | 130 nm | 55 | N/A |
| 3,06 | 533 | 4,3 | Có | SL6S5 | SL6S5 | C1 | 0F27h | 512 KB | N/A | 69 °C | 81,8 W | 478 | 130 nm | 55 | N/A |
| 3,06 | 533 | 4,3 | Có | SL6QC | SL6PG | D1 | 0F29h | 512 KB | N/A | 69 °C | 81,8 W | 478 | 130 nm | 55 | N/A |
| 3,06 | 800 | 4,3 | Có | N/A | SL87L | E0 | 0F41h | 2 MB | N/A | 67,7 °C | 84,0 W | 775 | 90 nm | 125 | 580 |
| 3,20 | 800 | 6,4 | Có | SL6WE | SL6WG | D1 | 0F29h | 512 KB | N/A | 70 °C | 82,0 W | 478 | 130 nm | 55 | N/A |
| 3,20 | 800 | 6,4 | Có | SL792 | N/A | D1 | 0F29h | 512 KB | N/A | 70 °C | 82,0 W | 478 | 130 nm | 55 | N/A |
| 3,20 | 800 | 6,4 | Có | SL79M | SL79M | C0 | 0F33h | 1 MB | N/A | 73,2 °C | 103,0 W | 478 | 90 nm | 125 | N/A |
| 3,20 | 800 | 6,4 | Có | SL7B8 | SL7B8 | C0 | 0F33h | 1 MB | N/A | 73,2 °C | 103,0 W | 478 | 90 nm | 125 | N/A |
| 3,20 | 800 | 6,4 | Có | SL7E5 | SL7E5 | D0 | 0f34h | 1 MB | N/A | 69,1 °C | 89,0 W | 478 | 90 nm | 125 | N/A |
| 3,20 | 800 | 6,4 | Có | SL7J7 | SL7J7 | D0 | 0f34h | 1 MB | N/A | 67,7 °C | 84,0 W | 775 | 90 nm | 125 | 540 |
| 3,20 | 800 | 6,4 | Có | SL7KC | SL7KC | D0 | 0f34h | 1 MB | N/A | 69,1 °C | 89,0 W | 478 | 90 nm | 125 | N/A |
| 3,20 | 800 | 6,4 | Có | SL7KL | SL7KL | D0 | 0f34h | 1 MB | N/A | 67,7 °C | 84,0 W | 775 | 90 nm | 125 | 540 |
| 3,20 | 800 | 6,4 | Có | SL7LA | SL7LA | D0 | 0f34h | 1 MB | N/A | 67,7 °C | 103,0 W | 775 | 90 nm | 125 | N/A[3] |
| 3,20 | 800 | 6,4 | Có | SL7PN | SL7PN | E0 | 0F41h | 1 MB | N/A | 73,2 °C | 103,0 W | 775 | 90 nm | 125 | N/A |
| 3,20 | 800 | 6,4 | Có | SL7PW | SL7PW | E0 | 0F41h | 1 MB | N/A | 67,7 °C | 84,0 W | 775 | 90 nm | 125 | 540J |
| 3,20 | 800 | 6,4 | Có | N/A | SL7PX | E0 | 0F41h | 1 MB | N/A | 67,7 °C | 84,0 W | 775 | 90 nm | 125 | 540[3] |
| 3,20 | 800 | 6,4 | Có | SL7Z8 | SL7Z8 | E0 | 0F43h | 2 MB | N/A | 67,7 °C | 84,0 W | 775 | 90 nm | 169 | 640[2] |
| 3,20 | 800 | 6,4 | Có | SL88K | N/A | E0 | 0F41h | 1 MB | N/A | 69,1 °C | 89,0 W | 478 | 90 nm | 125 | N/A |
| 3,2EE | 800 | 6,4 | Có | SL7AA | SL7AA | M0 | 0F25h | 512 KB | 2 MB | 64 °C | 92,1 W | 478 | 130 nm | 178 | N/A |
| 3,40 | 800 | 6,4 | Có | SL793 | SL793 | D1 | 0F29h | 512 KB | N/A | 70 °C | 89,0 W | 478 | 130 nm | 55 | N/A |
| 3,40 | 800 | 6,4 | Có | SL7AJ | SL7AJ | C0 | 0F33h | 1 MB | N/A | 73 °C | 103,0 W | 478 | 90 nm | 125 | N/A |
| 3,40 | 800 | 6,4 | Có | SL7B9 | N/A | C0 | 0F33h | 1 MB | N/A | 73,2 °C | 103,0 W | 478 | 90 nm | 125 | N/A |
| 3,40 | 800 | 6,4 | Có | SL7E6 | SL7E6 | D0 | 0f34h | 1 MB | N/A | 73,2 °C | 103,0 W | 478 | 90 nm | 125 | N/A |
| 3,40 | 800 | 6,4 | Có | SL7J8 | SL7J8 | D0 | 0f34h | 1 MB | N/A | 72,8 °C | 115,0 W | 775 | 90 nm | 125 | 550 |
| 3,40 | 800 | 6,4 | Có | SL7KD | SL7KD | E0 | 0F41h | 1 MB | N/A | 73,2 °C | 103,0 W | 478 | 90 nm | 125 | N/A |
| 3,40 | 800 | 6,4 | Có | SL7KM | SL7KM | D0 | 0f34h | 1 MB | N/A | 72,8 °C | 115,0 W | 775 | 90 nm | 125 | 550 |
| 3,40 | 800 | 6,4 | Có | SL7LH | SL7LH | D0 | 0f34h | 1 MB | N/A | 72,8 °C | 115,0 W | 775 | 90 nm | 125 | N/A[3] |
| 3,40 | 800 | 6,4 | Có | N/A | SL7PP | E0 | 0F41h | 1 MB | N/A | 73,2 °C | 103,0 W | 478 | 90 nm | 125 | N/A |
| 3,40 | 800 | 6,4 | Có | SL7PY | SL7PY | E0 | 0F41h | 1 MB | N/A | 67,7 °C | 84,0 W | 775 | 90 nm | 125 | 550J |
| 3,40 | 800 | 6,4 | Có | N/A | SL7PZ | E0 | 0F41h | 1 MB | N/A | 67,7 °C | 84,0 W | 775 | 90 nm | 125 | 550[3] |
| 3,40 | 800 | 6,4 | Có | SL7RR | SL7RR | M0 | 0F25h | 512 KB | 2 MB | 66 °C | 109,6 W | 775 | 130 nm | 169 | N/A |
| 3,40 | 800 | 6,4 | Có | SL7Z7 | SL7Z7 | N0 | 0F43h | 2 MB | N/A | 67,7 °C | 84,0 W | 775 | 90 nm | 125 | 650[2] |
| 3,4EE | 800 | 6,4 | Có | SL7CH | SL7CH | M0 | 0F25h | 512 KB | 2 MB | 68 °C | 102,9 W | 478 | 130 nm | 178 | N/A |
| 3,4EE | 800 | 6,4 | Có | SL7GD | SL7GD | M0 | 0F25h | 512 KB | 2 MB | 66 °C | 109,6 W | 775 | 130 nm | 178 | N/A |
| 3,46EE | 1066 | 8,5 | Có | SL7NF | SL7NF | M0 | 0F25h | 512 KB | 2 MB | 66 °C | 110,7 W | 775 | 130 nm | 178 | N/A |
| 3,46EE | 1066 | 8,5 | Có | N/A | SL7RT | M0 | 0F25h | 512 KB | 2 MB | 66 °C | 110,7 W | 775 | 130 nm | 178 | N/A |
| 3,60 | 800 | 6,4 | Có | SL7J9 | SL7J9 | D0 | 0f34h | 1 MB | N/A | 72,8 °C | 115,0 W | 775 | 90 nm | 125 | 560 |
| 3,60 | 800 | 6,4 | Có | N/A | SL7KN | D0 | 0f34h | 1 MB | N/A | 72,8 °C | 115,0 W | 775 | 90 nm | 125 | 560 |
| 3,60 | 800 | 6,4 | Có | SL7L9 | SL7L9 | D0 | 0f34h | 1 MB | N/A | 72,8 °C | 115,0 W | 775 | 90 nm | 125 | 560[3] |
| 3,60 | 800 | 6,4 | Có | N/A | SL7NZ | E0 | 0F41h | 1 MB | N/A | 72,8 °C | 115,0 W | 775 | 90 nm | 125 | 560[3] |
| 3,60 | 800 | 6,4 | Có | SL7Q2 | SL7Q2 | E0 | 0F41h | 1 MB | N/A | 72,8 °C | 115,0 W | 775 | 90 nm | 125 | 560J |
| 3,60 | 800 | 6,4 | Có | SL8J6 | SL8J6 | E0 | 0F41h | 1 MB | N/A | 72,8 °C | 115,0 W | 775 | 90 nm | 125 | N/A[2] |
| 3,60 | 800 | 6,4 | Có | SL7Z5 | SL7Z5 | N0 | 0F43h | 2 MB | N/A | 72,8 °C | 115,0 W | 775 | 90 nm | 125 | 660[2] |
| 3,80 | 800 | 6,4 | Có | SL7P2 | SL7P2 | E0 | 0F41h | 1 MB | N/A | 72,8 °C | 115,0 W | 775 | 90 nm | 125 | N/A[2] |
| 3,80 | 800 | 6,4 | Có | SL82U | SL82U | E0 | 0F41h | 1 MB | N/A | 72,8 °C | 115,0 W | 775 | 90 nm | 125 | 570J |
| 3,80 | 800 | 6,4 | Có | N/A | SL8J7 | E0 | 0F41h | 1 MB | N/A | 72,8 °C | 115,0 W | 775 | 90 nm | 125 | N/A[2] |
| 3,80 | 800 | 6,4 | Có | N/A | SL7Z3 | N0 | 0F43h | 2 MB | N/A | 72,8 °C | 115,0 W | 775 | 90 nm | 125 | 670[2] |
| Ghi chú: Loại CPU sản xuất theo công nghệ 180 nm có mã Willamette Loại CPU sản xuất theo công nghệ 130 nm có mã Northwood Loại CPU sản xuất theo công nghệ 90 nm có mã Prescott EE: Viết tắt của Extreme Edition. | Ghi chú: Loại CPU sản xuất theo công nghệ 180 nm có mã Willamette Loại CPU sản xuất theo công nghệ 130 nm có mã Northwood Loại CPU sản xuất theo công nghệ 90 nm có mã Prescott EE: Viết tắt của Extreme Edition. | Ghi chú: Loại CPU sản xuất theo công nghệ 180 nm có mã Willamette Loại CPU sản xuất theo công nghệ 130 nm có mã Northwood Loại CPU sản xuất theo công nghệ 90 nm có mã Prescott EE: Viết tắt của Extreme Edition. | Ghi chú: Loại CPU sản xuất theo công nghệ 180 nm có mã Willamette Loại CPU sản xuất theo công nghệ 130 nm có mã Northwood Loại CPU sản xuất theo công nghệ 90 nm có mã Prescott EE: Viết tắt của Extreme Edition. | Ghi chú: Loại CPU sản xuất theo công nghệ 180 nm có mã Willamette Loại CPU sản xuất theo công nghệ 130 nm có mã Northwood Loại CPU sản xuất theo công nghệ 90 nm có mã Prescott EE: Viết tắt của Extreme Edition. | Ghi chú: Loại CPU sản xuất theo công nghệ 180 nm có mã Willamette Loại CPU sản xuất theo công nghệ 130 nm có mã Northwood Loại CPU sản xuất theo công nghệ 90 nm có mã Prescott EE: Viết tắt của Extreme Edition. | Ghi chú: Loại CPU sản xuất theo công nghệ 180 nm có mã Willamette Loại CPU sản xuất theo công nghệ 130 nm có mã Northwood Loại CPU sản xuất theo công nghệ 90 nm có mã Prescott EE: Viết tắt của Extreme Edition. | Ghi chú: Loại CPU sản xuất theo công nghệ 180 nm có mã Willamette Loại CPU sản xuất theo công nghệ 130 nm có mã Northwood Loại CPU sản xuất theo công nghệ 90 nm có mã Prescott EE: Viết tắt của Extreme Edition. | [1]: HT là viết tắt của công nghệ “Siêu phân luồng” của Intel (Hyper-Threading Technology) [2] CPU này hỗ trợ EM64T (Intel Extended Memory 64 Technology và NX (Execute Disable Bit). [3] CPU này hỗ trợ EM64T. | [1]: HT là viết tắt của công nghệ “Siêu phân luồng” của Intel (Hyper-Threading Technology) [2] CPU này hỗ trợ EM64T (Intel Extended Memory 64 Technology và NX (Execute Disable Bit). [3] CPU này hỗ trợ EM64T. | [1]: HT là viết tắt của công nghệ “Siêu phân luồng” của Intel (Hyper-Threading Technology) [2] CPU này hỗ trợ EM64T (Intel Extended Memory 64 Technology và NX (Execute Disable Bit). [3] CPU này hỗ trợ EM64T. | [1]: HT là viết tắt của công nghệ “Siêu phân luồng” của Intel (Hyper-Threading Technology) [2] CPU này hỗ trợ EM64T (Intel Extended Memory 64 Technology và NX (Execute Disable Bit). [3] CPU này hỗ trợ EM64T. | [1]: HT là viết tắt của công nghệ “Siêu phân luồng” của Intel (Hyper-Threading Technology) [2] CPU này hỗ trợ EM64T (Intel Extended Memory 64 Technology và NX (Execute Disable Bit). [3] CPU này hỗ trợ EM64T. | [1]: HT là viết tắt của công nghệ “Siêu phân luồng” của Intel (Hyper-Threading Technology) [2] CPU này hỗ trợ EM64T (Intel Extended Memory 64 Technology và NX (Execute Disable Bit). [3] CPU này hỗ trợ EM64T. | [1]: HT là viết tắt của công nghệ “Siêu phân luồng” của Intel (Hyper-Threading Technology) [2] CPU này hỗ trợ EM64T (Intel Extended Memory 64 Technology và NX (Execute Disable Bit). [3] CPU này hỗ trợ EM64T. | [1]: HT là viết tắt của công nghệ “Siêu phân luồng” của Intel (Hyper-Threading Technology) [2] CPU này hỗ trợ EM64T (Intel Extended Memory 64 Technology và NX (Execute Disable Bit). [3] CPU này hỗ trợ EM64T. |